# Formula One 2000
Formula One 2000 is een racespel in de Formula One-serie. Het is het enige spel uit de serie dat ook verschenen is op een niet-Sony-console (namelijk op de Game Boy Color). De coureurs op de cover van het spel zijn Mika Häkkinen (McLaren) en Heinz-Harald Frentzen (Jordan).